# 弗拉罗
弗拉罗（法語：Fraroz，法語發音：[fʁaʁo]）是法国汝拉省的一个市镇，位于该省东部，属于隆斯勒索涅区。

## 地理
弗拉罗（46°44'2"N, 6°5'29"E）面积6.22 平方千米，位于法国勃艮第-弗朗什-孔泰大區汝拉省，该省份为法国东部内陆省份，北起上索恩省，西北接科多尔省，西临索恩-卢瓦尔省，南至安省，东与杜省和瑞士接壤。
与弗拉罗接壤的市镇（或旧市镇、城区）包括：拉拉泰特、绍讷沃、勒克鲁泽、阿叙尔-阿叙雷特、比莱屈、塞尔涅博、里镇。
弗拉罗的时区为UTC+01:00、UTC+02:00（夏令时）。

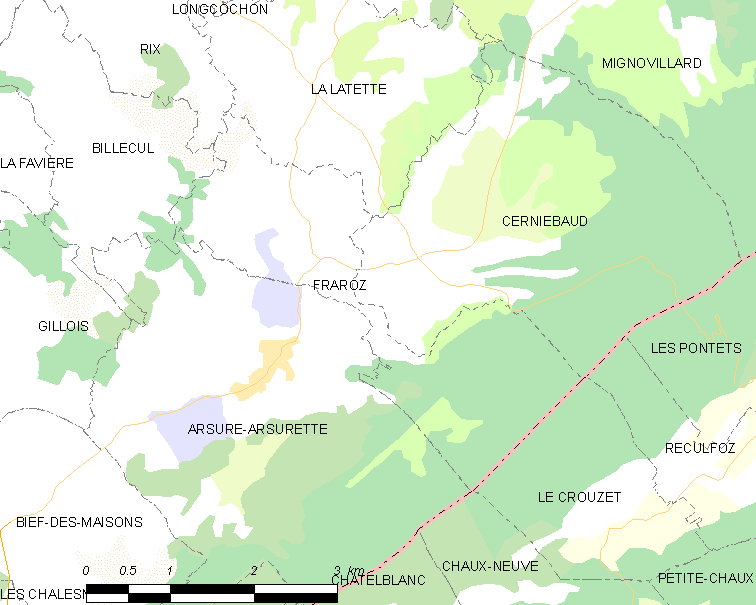
弗拉罗的OSM定位图

## 行政
弗拉罗的邮政编码为39250，INSEE市镇编码为39237。

## 政治
弗拉罗所属的省级选区为圣洛朗昂格朗沃县。

## 交通
汝拉省省道D286线和D340线在境内交汇。

## 人口
自20世纪以来，弗拉罗的市镇人口流失超过三分之二。弗拉罗于2022年1月1日时的人口数量为59人。

1962-2008年间弗拉罗人口变化图示